# Normie Glick
Norman Stanley "Normie" Glick (10 de noviembre de 1927 - 19 de marzo de 1989) fue un jugador de baloncesto estadounidense que disputó un partido en la NBA. Con 2,01 metros de estatura, jugaba en la posición de alero.

## Trayectoria deportiva

### Universidad
Jugó durante una temporada en los Lions de la Universidad de Loyola Marymount, convirtiéndose en el primer jugador de dicha institución en llegar a jugar en la NBA. Fue el máximo anotador de su equipo en su única temporada, consiguiendo 475 puntos.

### Profesional
En 1949 fichó por los Minneapolis Lakers de la NBA, con los que jugó un único partido, en el que consiguió 2 puntos. Es el único jugador en la historia del club en convertir un 100% de sus lanzamientos a canasta con el equipo, tras anotar su único tiro en su etapa en los Lakers.

## Estadísticas de su carrera en la NBA

### Temporada regular
| Temporada | Edad | Equipo             | Liga | Pos. | P | TC  | TCA | %TC   | TL  | TLA | %TL | ASIS | FP  | PTS |
| 1949-50   | 22   | Minneapolis Lakers | NBA  |      | 1 | 1.0 | 1.0 | 1.000 | 0.0 | 0.0 |     | 0.0  | 1.0 | 2.0 |
| Total     |      |                    | NBA  |      | 1 | 1.0 | 1.0 | 1.000 | 0.0 | 0.0 |     | 0.0  | 1.0 | 2.0 |